# Vasco Live Kom '013
Il Vasco Live Kom '013 (chiamato Komandante dai suoi fan, abbreviato in Kom) è una tournée del cantautore italiano Vasco Rossi.
Il 14 gennaio 2013 è stata annunciata la prosecuzione del tour 2011 interrotto per problemi di salute di Vasco. Il 21 gennaio seguente sono state ufficializzate quattro date a giugno: giorno 9 e 10 allo Stadio Olimpico di Torino e i giorni 22 e 23 allo Stadio Renato Dall'Ara a Bologna; il 25 gennaio, «data l'esagerata richiesta di biglietti», sono state aggiunte due date: il 15 giugno a Torino e il 26 giugno a Bologna. Vista la grande richiesta di biglietti, alle sei date annunciate viene quindi aggiunto un quarto appuntamento a Torino, il 14 giugno: diventano dunque sette in totale i concerti.

## La band

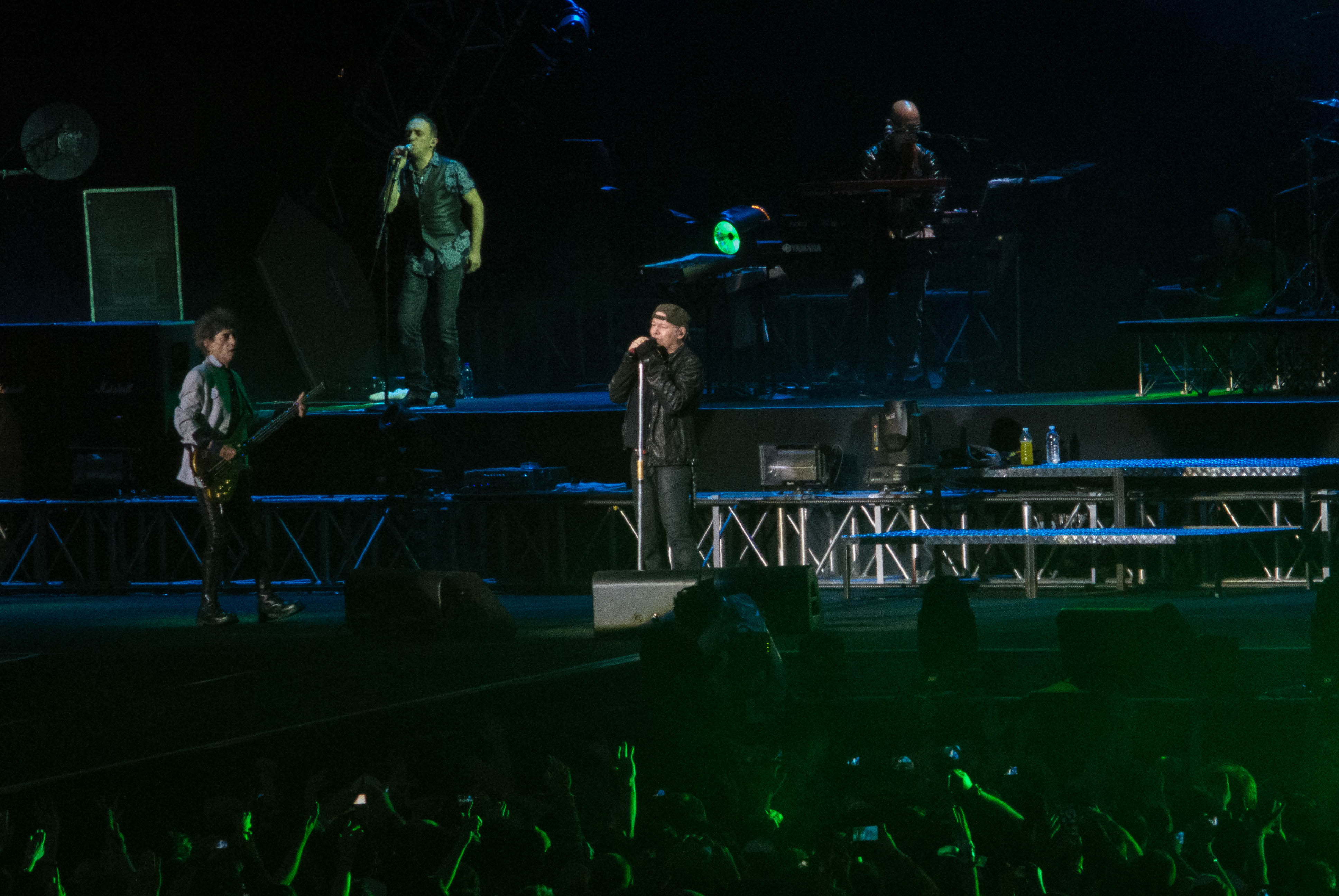
Un momento del concerto di Torino

La band schierata sul palco dei concerti del Live Kom '013 è composta da otto musicisti storici di Vasco Rossi:
1. Batteria: Matt Laug
2. Chitarra: Maurizio Solieri
3. Chitarra: Stef Burns
4. Basso elettrico: Claudio Golinelli
5. Sassofono, cori: Andrea Innesto
6. Tromba, cori, tastiera: Frank Nemola
7. Tastiere, cori: Alberto Rocchetti
8. Cori: Clara Moroni
9. Presentatore e direttore di palco: Diego Spagnoli

## Date concerti e incassi[2]
| Data           | Città   | Stato  | Luogo                  | Biglietti venduti / Biglietti disponibili | Incasso     |
| -------------- | ------- | ------ | ---------------------- | ----------------------------------------- | ----------- |
| 9 giugno 2013  | Torino  | Italia | Stadio Olimpico        | 149.601 / 153.604                         | $10,276,800 |
| 10 giugno 2013 | Torino  | Italia | Stadio Olimpico        | 149.601 / 153.604                         | $10,276,800 |
| 14 giugno 2013 | Torino  | Italia | Stadio Olimpico        | 149.601 / 153.604                         | $10,276,800 |
| 15 giugno 2013 | Torino  | Italia | Stadio Olimpico        | 149.601 / 153.604                         | $10,276,800 |
| 22 giugno 2013 | Bologna | Italia | Stadio Renato Dall'Ara | 127.405 / 127.480                         | $8,498,440  |
| 23 giugno 2013 | Bologna | Italia | Stadio Renato Dall'Ara | 127.405 / 127.480                         | $8,498,440  |
| 26 giugno 2013 | Bologna | Italia | Stadio Renato Dall'Ara | 127.405 / 127.480                         | $8,498,440  |
| TOTALE         | TOTALE  | TOTALE | TOTALE                 | 271.451 / 275.873 (98,4%)                 | $18,775,240 |

## La scaletta
1. Intro 2013
2. L'uomo più semplice
3. Sei pazza di me
4. Non sei quella che eri
5. Starò meglio di cosi
6. Domenica lunatica
7. Come stai
8. Quanti anni hai
9. Siamo soli
10. Ogni volta
11. Manifesto futurista della nuova umanità
12. Interludio 2013
13. C'è chi dice no
14. Gli spari sopra
15. Stupendo
16. Non l'hai mica capito
17. Eh già
18. Medley rock (Rewind - Gioca con me - Delusa - Mi si escludeva - Asilo Republic)
19. Canzone
20. Vivere non è facile
21. Siamo solo noi
22. I soliti
23. Sally
24. Un senso
25. Vita spericolata
26. Albachiara

| Non siamo mica gli americani! (1979) | Albachiara |
| Colpa d'Alfredo (1980)               | Asilo "Republic"* - Non l'hai mica capito                                                                                                   |
| Siamo solo noi (1981)                | Siamo solo noi |
| Vado al massimo (1982)               | Canzone - Ogni volta |
| Bollicine (1983)                     | Vita spericolata |
| C'è chi dice no (1987)               | C'è chi dice no |
| Liberi liberi (1989)                 | Domenica lunatica |
| Gli spari sopra (1993)               | ...Stupendo - Delusa* - Gli spari sopra |
| Nessun pericolo... per te (1996)     | Mi si escludeva* - Sally |
| Canzoni per me (1998)                | Quanti anni hai - Rewind |
| Stupido hotel (2001)                 | Siamo soli |
| Buoni o cattivi (2004)               | Come stai - Un senso |
| Il mondo che vorrei (2008)           | Gioca con me* |
| Vivere o niente (2011)               | Eh... già - Manifesto futurista della nuova umanità - Non sei quella che eri - Sei pazza di me - Starò meglio di così - Vivere non è facile |
| Sono innocente (2014)                | L'uomo più semplice |
| Inediti                              | I soliti |

* Nel medley